# Tanjung Iman II
Tanjung Iman II is een bestuurslaag in het regentschap Kaur van de provincie Bengkulu, Indonesië. Tanjung Iman II telt 489 inwoners (volkstelling 2010).